# Zombie Panic in Wonderland
Zombie Panic in Wonderland (ゾンビ イン ワンダーランド, Zombie in Wonderland) és un videojoc d'acció en tercera persona per a la Nintendo Wii que es pot adquirir via WiiWare. Va ser creat el 2010 per l'empresa valenciana Akaoni Studio.
Va publicar-se per primera vegada al Japó el 16 de març del 2010, per l'empresa japonesa Marvelous Entertainment. Seguidament es va publicar a Europa i als Estats Units el 9 d'abril i el 3 de maig respectivament. Akaoni Studio és una empresa valenciana dedicada al desenvolupament i a publicació de videojocs. La banda sonora va ser realitzada pel compositor mallorquí Joan Martorell. Va ser el primer videojoc d'Akaona Studio que d'un cop ha aconseguit situar un joc realitzat a l'Estat espanyol a la primera posició del rànquing de vendes online del Japó.

## Argument
Un egocèntric príncep, per aconseguir ser el centre d'atenció, crea per error un perfum màgic que fa que tot el que l'olore es convertisca en zombi. Personatges de contes populars occidentals i orientals com La Blancaneu, Momotaro, Alícia, Dorothy o La Caputxeta Vermella, hauran d'acabar amb tots els zombis amorosos que inunden el món dels contes de fades, i resoldre el misteri del príncep Blau i els seus nans fragants, abans que siga massa tard.

## Recepció
El joc ha estat molt bé acollit al Japó i ha arriba-t al primer lloc en el rànquing de vendes de Wiiware, per sobre de Mega Man 10 (CAPCOM) i Pokémon (Nintendo). A la revista Famitsu de l'11 de març de 2010, va tenir un reportatge a doble pàgina on li va ser atorgat el distintiu "Gj!" (Good Job!). L'èxit ha estat tan gran al Japó que per petició de la productora cinematogràfica de George A. Romero, el 28 de maig va començar un tie in
 de Zombie Panic in Wonderland al costat de la seva nova pel·lícula Survival of the Dead. Aquesta publicitat conjunta va consistir en la distribució de posters, salva pantalles i rellotges per a mòbils amb paròdies creuades d'ambdós productes.
Abans del seu llançament europeu, va ser presentat al Nintendo Mitjana Summit 2009 de Londres com un dels títols Wiiware més prometedors, i va ser qualificat com el millor joc Wiiware per la revista oficial de Nintendo. En tan sols unes hores després del seu llançament, el joc va arribar al primer lloc dels rànquings europeus de popularitat de Wiiware. Ha aconseguit bones notes en les anàlisis de les principals pàgines web especialitzades d'Europa, on s'ha valorat molt tant la seva addictiva jugabilitat, com els seus apartats artístic i tècnic. El joc ha tingut una repercussió mediàtica enorme en Espanya, amb entrevistes i reportatges als seus creadors a les principals cadenes de televisió, programes de ràdio, revistes i diaris. Va ser un dels quatre candidats al Premi al millor joc indie de la fira Gamelab del 2011 a Barcelona.
El joc ha repetit als Estats Units l'èxit que va tenir mesos abans al Japó i a Europa.